# Turbulence (Brother Ape)
Turbulence is het vierde studioalbum van de Zweedse muziekgroep Brother Ape. De muziek bestaat uit een mengeling van progressieve rock en jazzrock. De opener van het album doet sterk denken aan Rush, energieke rock; ook track nummer 4 riekt naar Rush. Naast de energieke rockmuziek is er af en toe wat ruimte voor rust, bijvoorbeeld in het verstilde No more.

## Musici
- Stefan Damicolas – gitaar, zang, toetsen
- Gunnar Wáxen – basgitaar, zang, toetsen
- Max Bergman – slagwerk en percussie

## Muziek
| Nr. | Titel                           | Duur |
| --- | ------------------------------- | ---- |
| 1.  | Welcome future (Damicolas)      | 8.22 |
| 2.  | Footprints (Damicolas)          | 6.21 |
| 3.  | No more (Damicolas)             | 3.55 |
| 4.  | Who will be next (Damicolas)    | 6.38 |
| 5.  | Early (Damicolas)               | 0.55 |
| 6.  | Turbulence (Damicolas, Bergman) | 7.42 |
| 7.  | No return (Damicolas)           | 9.44 |
| 8.  | Autostrada (Damicolas)          | 6.32 |
| 9.  | Lifeprints (Damicolas)          | 5.51 |